# 鍾謙順
鍾謙順（1914年12月3日—1986年7月5日），曾用和名中村謙三，臺灣客家人，出生於臺灣桃園龍潭，晚年移民巴西。鍾謙順為台灣籍日本兵中軍階最高的軍官、亦為早期臺灣獨立運動參與者，曾參與廖文毅組織「臺灣共和國臨時政府」。白色恐怖時期多次遭中華民國政府逮捕入獄。

## 早年生平
鍾謙順父親鍾亞妹為廣東省蕉嶺縣人，幼年時隨家遷居臺灣，定居今桃園市。1892年因染全身麻痺症而癱瘓，在接受傳教士馬偕醫生禱告後痊癒，從此全家改信基督教，並成為傳道師。
1914年（大正三年）12月3日，鍾謙順出生。1922年（大正十一年）入龍潭公學校（今龍潭國小）就讀，1924年轉入竹東公學校，1928年畢業，入高等科。1929年考入淡水中學。
1933年（昭和八年）6月，鍾謙順自基隆港離臺赴日留學，從神戶上陸，居住於大阪，打算先找工作夜間上補習學校，以考醫科大學。:34
後來在報上看到東京麻布獸醫專門學校招收學生的啟事，遂決定報考東京麻布獸醫專門學校，並且考取。:35此時，鍾謙順除認真讀書外，亦前往東京市內的講道館勤練柔道，在講道館領到三段證書。並參加打棒球、練習拳擊。1935年日本全國大專柔道比賽時，鍾謙順得到個人冠軍獎，同年領到四段證書。:36-37

## 滿洲時期
就讀期間適逢滿洲國官員來校招考技術人員，鍾謙順與同學蘇貴興參加考試並獲得入取。並分別改日本名「中村謙三」與「大山金吉」以日本人待遇報名。1936年（昭和十一年、滿洲康德三年）5月4日，得到滿洲政府考試及格與就任通知，前往滿洲。鍾謙順於滿洲首都新京居住三個月後，7月改調林口種馬場衛生主任。1938年（康德五年）8月調往位於熱河省偏僻鄉下的林東種馬場，任改良科長。:49-50同年12月調往位於蘇聯蒙古邊界的索倫國立種馬育成牧場科長。:511940年，鍾謙順返臺與在彰化眼科醫院當助手的周桃結婚。:56
日中戰爭爆發後，鍾謙順於1940年受到關東軍徵集令。送往「幹部後補生學校」受訓六個月後，調往白城子騎兵隊任少尉分隊長，被派往蘇聯邊境擔任警戒工作。:59在戰爭期間鍾謙順因逮捕土匪有功，先後於1943年任大尉中隊長、升任少佐接任大隊長，:63
1945年8月，調往滿洲里，遇到蘇聯對日宣戰以及日本投降。由於鍾謙順臺灣人身分未被送往西伯利亞，並在逃往哈爾濱時目睹蘇聯軍士兵搶劫、強姦良家婦女。:66-671946年9月，鍾謙順經聯合國救濟總署協助，由新京出發到青島，經山海關坐火車，由青島乘輪船到上海，在上海搭救濟總署的運輸船返臺，在高雄登陸。透過曾在滿洲國外交部任職的黃清塗介紹，鍾謙順在臺北美國商人公司「新汽車輸入商及修理廠」就職當總務科長。:70

## 從事臺灣獨立運動
返臺後，鍾謙順目睹了國民政府士兵的低素質，倒賣臺灣物產以及強娶臺灣女子。:72-781947年二二八事件爆發後，鍾謙順曾參與臺北中山堂的共同處理委員會，鍾謙順並發言提出請願書不應簽代表人名，只簽群眾一同就可。「不可再循舊習，讓大家被利用，然後一等到全島恢復秩序後很快被當歹徒處置，而被一網打盡...」卻在當場被罵「你胡說八道什麼？祖國的人不會這麼做的，你給我滾出去」。鍾謙順只得離開中山堂。:87-88事後處理委員會領導人之一的王添燈果然被國軍殺害。
鍾謙順回新竹後，曾受鎮長之託組織自衛隊。:95在清鄉之際一度差點被捕。
二二八事件後，鍾謙順「睜著眼睛，清清楚楚地看到蔣介石的軍隊屠殺台灣人。我們從血的教訓中，早就領略了這種以武力維持其搖搖欲墜的統治的本質，使我覺悟到中國人並沒有把台灣人當作自己的同胞。這個刺激加深了我的覺悟，我發覺我應該是台灣人而非中國人，也因此激起我決意參與台灣獨立運動。」:127，轉向支持臺灣獨立，並鼓吹臺灣獨立。:128-129
為此鍾謙順一開始從事走私物品到日本募集臺灣獨立運動的基金，:132-144然而在神戶港時卻遭到臺灣人的出賣，最終鍾謙順向服務美軍、在東京盟軍總部任職的堂大哥鍾啟明求救，走私船仍遲了一小時而遭移交給盟軍。然而鍾啟明亦對鍾謙順表示失敗並不可恥，臺灣獨立需長期或者幾十年時間努力奮鬥才能完成。:148-150
返臺後，1949年鍾謙順在朋友偕約瑟的介紹下，認識溫炎煜。與廖文毅家族接觸，認識了廖文毅的大嫂廖蔡綉鸞與廖史豪、黃紀男等人。:1651949年10月，鍾謙順與廖史豪、黃紀男組織臺獨組織。:172
1950年5月13日，鍾謙順與廖史豪第一次被國民黨政府逮捕。:176並遭到酷打嚴刑，及連續五天疲勞審問。5月25日被移送保安處。:179最後鍾謙順被判七年徒刑、廖史豪無期徒刑。:1821951年被送往綠島。:1951957年出獄。:225
出獄後，鍾謙順與廖史豪、黃紀男再度相聚，投入組織計畫。1962年開始在臺灣島內遊說。:2501962年1月27日，鍾謙順再度被捕，:252鍾謙順在三張犁受刑求跪在竹竿、筷子、原子筆上，並受辣椒水及肥皂水灌水。:254並在獄中經歷陳智雄的死刑及斧頭斷腳之刑。:2721965年，鍾謙順被判十年徒刑、廖史豪及黃紀男死刑。同年，廖文毅返臺投降國民黨，廖史豪及黃紀男被赦免死刑。1971年，鍾謙順等人獲得蔣介石特赦出獄。
1970年，彭明敏成功祕密逃離臺灣後，國民黨政府以臺北美國花旗銀行爆炸案為由逮捕謝聰敏、魏廷朝、李敖、李政一等人。:348黃紀男也遭特務跟蹤，於1972年6月被捕，6月28日，鍾謙順遭到國民黨政府第三次逮捕。:3511973年9月，鍾謙順被判有期徒刑十五年。再被送往綠島。1982年，鍾謙順罹患腸癌，經黨外立委許榮淑奔走下，於4月入淡水馬偕醫院開刀。在家休養到9月16日再遭國民黨政府迫其入獄，11月10日，鍾謙順出獄。
鍾謙順被捕後，蔣家特務一直對他家騷擾。鍾謙順的太太只好帶4個小孩逃到鄉下躲起來。1972年鍾謙順出獄後，一度連妻兒都找不到。後來妻子舉家移民到巴西茂義種植蕈類。鍾謙順申請出國卻遲遲不得批准，在康寧祥交涉下才終於獲准。

## 晚年移居巴西
1983年1月，鍾謙順離開臺灣赴巴西定居。:407據周叔夜回憶，鐘謙順到巴西後，積極與臺獨組織接近，也關心各種運動。:273並完成回憶錄《煉獄餘生錄》。書中控訴國民黨的惡行，不少在巴西的臺灣青年閱讀後，受到相當大的衝擊與影響，遂有「以暴易暴」之行動，黃世宗的《聯合報》、《中央日報》兩報社爆炸案被視為與其有關。
1986年，鍾謙順逝世。

## 註解
1. ↑  出身苗栗的基督教家庭。後遷居淡水。1931年自日本京都同志社大學畢業，隔年赴美留學，在戰時受到美軍徵召。鍾啟明於美國海軍服務，任中尉。日本投降後，調職至東京麥克阿瑟盟軍司令部的情報部任主任。[2]